# Brian Houghton Hodgson
Brian Houghton Hodgson (Prestbury, 1º febbraio 1800 – Alderley, 23 maggio 1894) è stato un etnologo, naturalista e impiegato statale inglese.

## Biografia
Alla fine del 1815, per fare fronte al dissesto economico del padre, il giovane Hodgson entrò nella Compagnia Inglese delle Indie Orientali. A diciassette anni, dopo aver completato la sua istruzione all'East India Company College, dove dimostrò una spiccata attitudine per le lingue, fu inviato in India con la qualifica di scrittore e, successivamente nel 1819, a Katmandu, in Nepal, nella veste di vicecommissario (Assistant Commissioner). Hodgson continuò la sua carriera nella compagnia fino a rivestirne il ruolo di rappresentante ufficiale (British Resident) per il Nepal nel 1833. 
Lasciò il Nepal nel 1844 e fece ritorno in Inghilterra per un breve periodo. Nel 1845 si stabilì nel Darjeeling, nel Bengala Occidentale, dove continuò i suoi studi sui popoli dell'India settentrionale. Nel 1858 tornò nuovamente in Inghilterra e si stabilì sulle Cotswolds. Morì ad Alderley nel 1894.

## Etnologia ed antropologia
Hodgson mostrò un enorme interesse per la cultura delle popolazioni himalayane. Influenzato da autori quali Sir William Jones, Friedrich Schlegel, Johann Friedrich Blumenbach e James Cowles Prichard, ne studiò a fondo la lingua, la letteratura e la religione sulla base della convinzione che le affinità etnologiche tra le diverse popolazioni potessero essere identificate su base linguistica. Sulla scorta di questi studi, formulo l'ipotesi che le popolazioni dell'Himalaya non fossero di origine indo-europea.

## Ornitologia e scienze naturali
Appassionato zoologo, Hodgson studiò estensivamente la fauna delle regioni del Nepal, del Sikkim e del Bengala. Nel corso degli anni, mise assieme una grande collezione di uccelli e pelli di mammiferi che successivamente donò al British Museum. Tra i suoi contributi alla zoologia, vi è la scoperta di una nuova specie di antilope, l'antilope tibetana, che in suo onore fu chiamata Pantholops hodgsonii. Scoprì anche 39 specie di mammiferi e 124 specie di uccelli (tra cui la Aethopyga saturata), 79 delle quali furono descritte da lui stesso. 
Le collezioni zoologiche presentate da Hodgson al British Museum nel 1843 e nel 1858  comprendevano 10.499 esemplari. Le due collezioni includevano anche un gran numero di disegni e schizzi colorati di animali indiani, eseguiti sotto la sua supervisione dagli artisti del posto, la maggior parte dei quali venne trasferita in seguito alla Zoological Society of London.

## Riconoscimenti
Nel 1853, i botanici inglese Joseph Dalton Hooker e Thomas Thomson, battezzarono in suo onore un genere di zucca (Hodgsonia). Sir Joseph Hooker gli intitolò una specie di rododendro (Rhododendron hodgsoni). Molte specie di uccelli, inclusa Prinia hodgsonii, sono intitolate a suo nome.

## Pubblicazioni
- On the colonization of the Himalaya by Europeans (1856)
- On the Aborigines of India: the Kocch, Bodo and Dhimal Tribes (1847)